# Письма с Понта
«Пи́сьма с По́нта», также «Пи́сьма с берего́в По́нта», «Посла́ния с По́нта» (лат. Epistulae ex Ponto) — цикл стихотворных посланий в четырёх книгах древнеримского поэта Публия Овидия Назона, написанный им в понтийской ссылке в начале I века нашей эры. «Письма с Понта» являются продолжением «Скорбных элегий» Овидия — предыдущего цикла, написанного им в ссылке.

## История создания и адресаты
В 8 году нашей эры римский император Октавиан Август приговорил Овидия к пожизненной ссылке на окраину Римской империи в город Томы (ныне — Констанца, Румыния) на берегу Понта Евксинского. После смерти Августа в 14 году престол императора занял Тиберий и Овидий стал надеяться на помилование и освобождение, однако спустя 9 лет в 17 году, умер так и не дождавшись разрешения на возвращение в Рим и прожив все свои последние годы в Томах. За время понтийской ссылки Овидий написал пять книг «Скорбных элегий» и четыре книги «Писем с Понта», а также поэму-инвективу «Ибис» и дидактическую поэму «Наука рыболовства».
Четыре книги «Писем с Понта» включают в себя в общей сложности 46 стихотворных посланий (эпистол), написанных элегическими двустишиями. В отличие от «Скорбных элегий», продолжением которых являются «Письма», каждая эпистола здесь имеет конкретного названного адресата. Эпистолы адресованы или жене, или друзьям Овидия. Биографические сведения о большинстве из них скудны, подробные сведения о их жизни вообще отсутствуют. Немало информации дают непосредственно послания Овидия.
| Книга I 1. Бруту 2. Фабию Максиму 3. Руфину 4. Жене 5. Котте Максиму 6. Грецину 7. Месалину 8. Северу 9. Котте Максиму 10. Флакку | Книга II 1. Германику Цезарю 2. Месалину 3. Котте Максиму 4. Аттику 5. Салану 6. Грецину 7. Аттику 8. Котте Максиму 9. Царю Котису 10. Макру 11. Руфу | Книга III 1. Жене 2. Котте Максиму 3. Фабию Максиму 4. Руфину 5. Котте Максиму 6. Неизвестному 7. Друзьям 8. Фабию Максиму 9. Бруту | Книга IV 1. Сексту Помпею 2. Северу 3. Непостоянному другу 4. Сексту Помпею 5. Сексту Помпею 6. Бруту 7. Весталису 8. Суилию 9. Грецину 10. Альбиновану 11. Галлиону 12. Тутикану 13. Кару 14. Тутикану 15. Сексту Помпею 16. Завистнику |

## Тематика
Выделяются 4 основных темы, фигурирующие в посланиях: невзгоды изгнания, память друзей и мысли о прошлом, надежда на помилование и мысли о будущем, поэзия.

## Значение
Наряду со «Скорбными элегиями» «Письма с понта» являются важным источником о жизни гетов и сарматов, населявших в начале нашей эры восточное и северо-восточное Причерноморье

## Издание на русском языке
- Публий Овидий Назон. Скорбные элегии. Письма с Понта / Издание подготовили М. Гаспаров, С. Ошеров; ответственный редактор Ф. Петровский. — М.: Наука, 1978. — 272 с. — (Литературные памятники). — 50 000 экз.

### Комментарии
1. ↑  Авторство оспаривается некоторыми учёными; до наших дней от поэмы сохранился лишь небольшой фрагмент.